# پیسی (کومبیسیری)
پیسی شهری در شهرستان کومبیسیری در استان بازگا در بورکینافاسوی مرکزی است و جمعیت آن ۸۷۵ نفر است.